# Joseph Agbeko
Joseph „Jorge“ Agbeko (* 22. März 1980 in Accra, Ghana) ist ein ghanaischer Boxer im Bantamgewicht.

## Profikarriere
Im Jahre 1998 begann Agbeko erfolgreich seine Profikarriere. Am 29. September 2007 boxte er gegen Luis Alberto Perez um den Weltmeistertitel des Verbandes IBF und siegte durch Aufgabe in Runde 7. Diesen Gürtel verteidigte er insgesamt zweimal und verlor ihn im Oktober 2009 an Yonnhy Perez nach Punkten.
Allerdings bezwang Agbeko Perez im direkten Rückkampf am 11. Dezember des darauffolgenden Jahres nach Punkten und eroberte dadurch den IBF-Weltmeistertitel zurück.
Diesen Gürtel verlor Agbeko diesmal im Titelvereinigungskampf am 13. August des darauffolgenden Jahres gegen den WBC-Weltmeister Abner Mares durch Mehrheitsentscheidung.

## Ehrungen
2010 ernannte die ghanaische Stadt Sogakofe in der Volta Region Joseph Agbeko zum „Häuptlingskrieger“. Sein Name war Togbe Kaletor I., was so viel wie „tapferer Krieger“ bedeutet.